# 署名TV
署名TV（しょめいティービー）は、ユナイテッドピープル株式会社がかつて運営していた署名運動を支援するためのウェブサイトである。

## 概要
署名プロジェクトを立ち上げるには署名TVでのユーザー登録が必要(無料)。また、署名プロジェクト終了後の活動を支援するための機能もあった。
複数回署名されるのを防ぐためメールアドレスの入力が必要。モバイル版では端末IDで個人を特定するため、メールアドレスの入力は不要であった。
設立当初は無料でプロジェクトを立ち上げることが可能であったが、のちに5000円〜10000円支払うように変更された。
署名TVは、2014年2月28日を最後に、すべてのサービスを終了した。